# امپراتور یزونگ از تانگ
امپراتور یزونگ از تانگ (王宗實؛ دسامبر 28, 833 – ۱۵ اوت ۸۷۳ (سن 39)) امپراتور چین شاعر در دودمان تانگ بود.